# Arabisches Büro

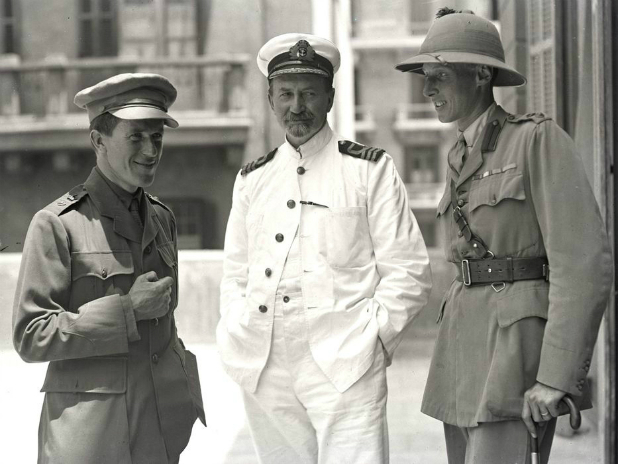
Lieutenant-Colonel Thomas Edward Lawrence (Lawrence von Arabien) (links); David George Hogarth (1862–1927) und Lieutenant-Colonel Dawnay, im Arabischen Büro des britischen Außenministeriums, Kairo, Mai 1918.

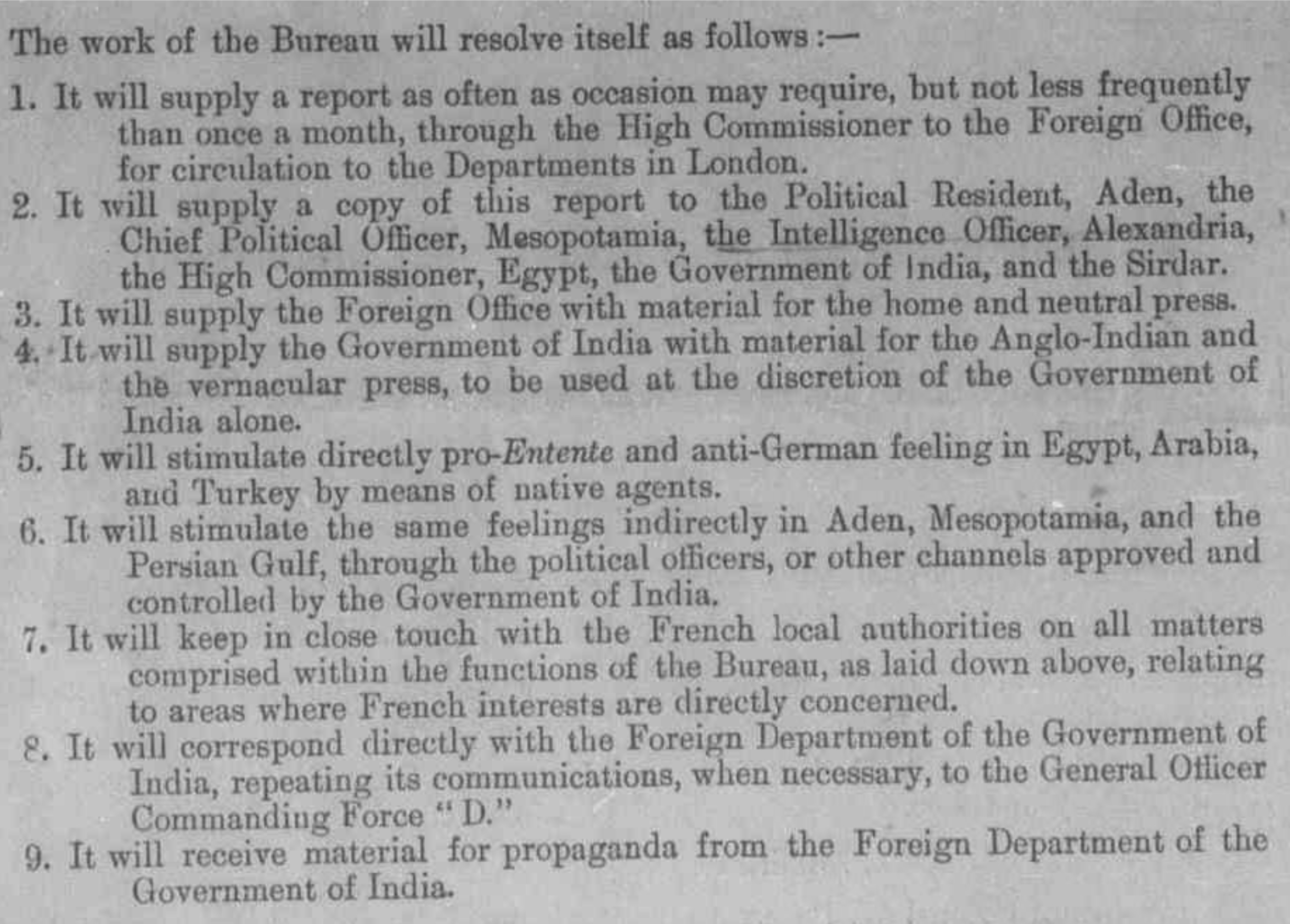
Aufgabenbereich des Arabischen Büros auf der interministeriellen Sitzung zur Einrichtung des Büros, 7. Januar 1916.

Das Arabische Büro war eine Abteilung des britischen Nachrichtendienstes (englisch Cairo Intelligence Department) in Kairo, das 1916 während des Ersten Weltkriegs gegründet und 1920 geschlossen wurde, und dessen Aufgabe es war, Propaganda und Informationen über die arabischen Regionen des Nahen Ostens zu sammeln und zu verbreiten. Laut einem Papier des Committee of Imperial Defence (deutsch Ausschuss für imperiale Verteidigung) vom 7. Januar 1916 wurde das Arabische Büro eingerichtet, um „die britische politische Tätigkeit im Nahen Osten zu harmonisieren… [und] das Foreign Office, das India Office, das Committee of Defence, das War Office, die Admiralität und Britisch-Indien gleichzeitig über die allgemeine Tendenz der deutsch-türkischen Politik zu informieren“.
Bruce Westrate schrieb in seiner 1992 erschienenen Geschichte des Arabischen Büros, dass „die Agentur später einen Großteil der Schuld für Großbritanniens schreckliches Fehlverhalten in der Nahostpolitik während und kurz nach dem Ersten Weltkrieg auf sich genommen hat“.

## Geschichte

### Anfänge
Gegründet wurde die Abteilung auf Initiative von Mark Sykes, der im Dezember 1915 nach London berichtete, dass er bei einer kürzlichen Reise durch den Nahen Osten von Ägypten bis Indien feststellte, dass die deutsche und die türkische Regierung in großem Umfang antibritische Kriegspropaganda gegen den britischen Imperialismus verbreiteten. Sykes war besorgt, da die britischen Kommandostellen im Nahen Osten im Allgemeinen als unkooperativ galten und bisher nicht in der Lage waren eine Gegenpropaganda zu produzieren. Sykes schlug daher die Einrichtung eines Londoner Büros unter seiner Leitung vor, um die nachrichtendienstliche Auswertung über die deutsche und türkische Nahostpolitik zu sammeln, zu filtern und zu verbreiten und „die Propaganda zugunsten Großbritanniens unter nichtindischen Muslimen zu koordinieren“.

### Unterstützung
Sykes’ Vorschlag wurde von Gilbert Clayton dem Direktor des zivilen und militärischen Geheimdienstes in Ägypten und im Sudan begrüßt. Clayton war der Ansicht, dass ein solches Büro nicht nur feindliche Propaganda aufdecken und bekämpfen, sondern auch eine breitere Sammlung politischer und militärischer Informationen über den Nahen Osten überwachen und leicht verständliche Berichte erstellen könnte, um die politischen Entscheidungen in Kairo und London gegenüber den ottomanischen und arabischen Gebieten zu beeinflussen.

### Widerstand

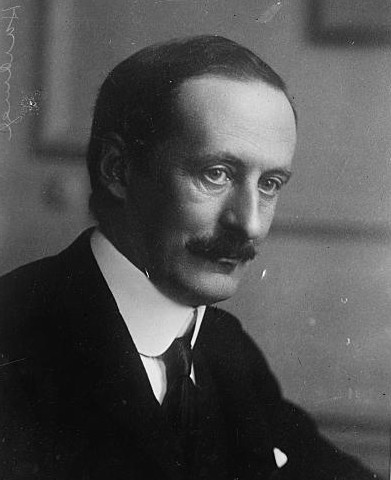
Charles Hardinge

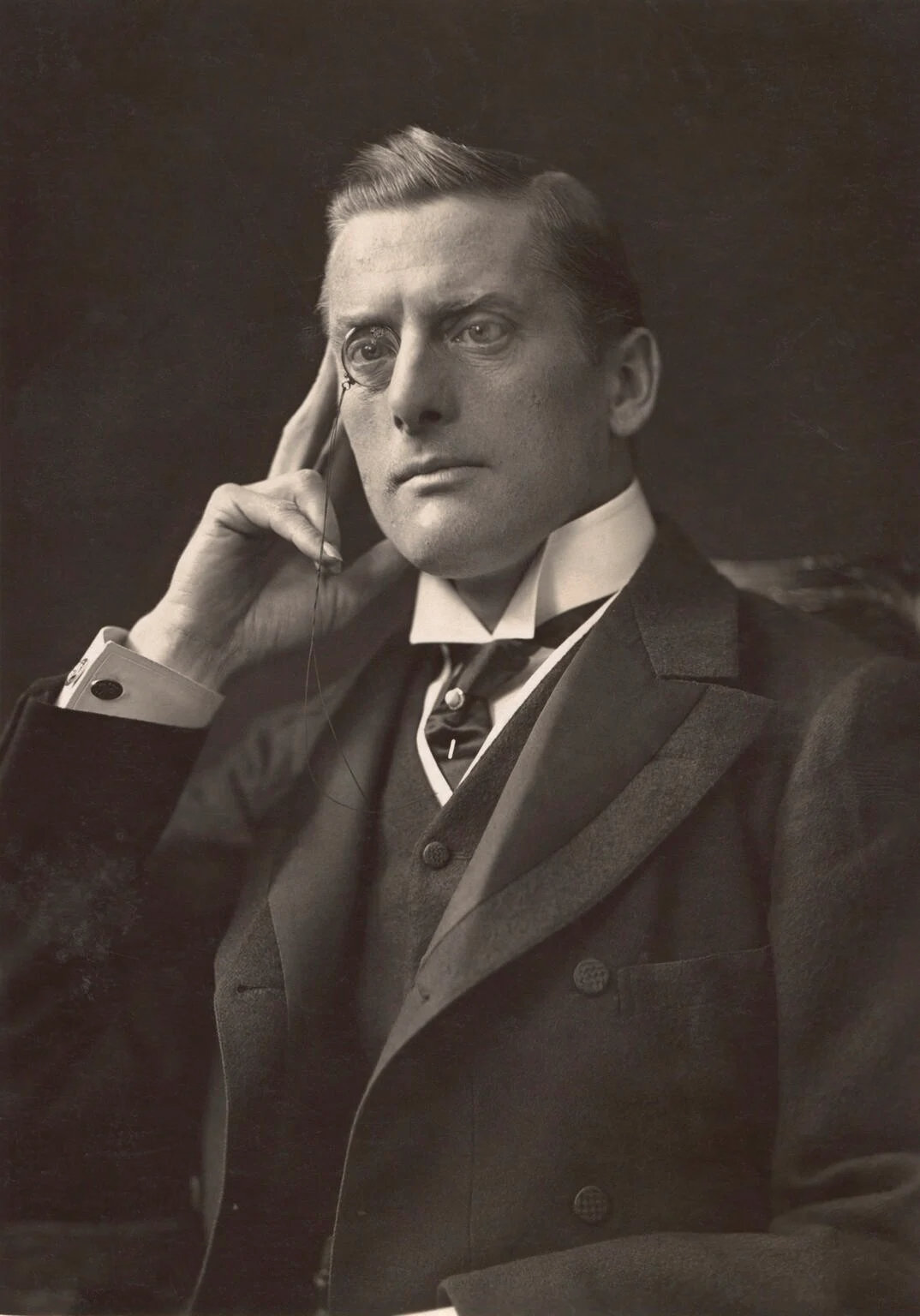
Austen Chamberlain

Claytons Wunsch, das Arabische Büro in Kairo anzusiedeln, stieß auf den Widerstand der indischen Regierung unter dem Vizekönig Charles Hardinge und des India Office unter dem Staatssekretär für Indien Austen Chamberlain, die sich nicht ihre Kontrolle über die Gebiete rund um den Persischen Golf und insbesondere die Irak-Provinzen nehmen lassen, und die sie für die Getreideproduktion für Indien besetzen und kultivieren wollten. Neu entdeckte Ölvorkommen rund um den nördlichen Golf machten die Region wichtig und brachten weitere Aufmerksamkeit. Doch der Direktor der Naval Intelligence Division (NID) in Großbritannien, William Reginald Hall, unterstützte Claytons Konzept und drängte auf die Zustimmung der Regierung.

### Einrichtung
Das Ergebnis war ein Kompromiss. Im Januar 1916 wurde das Arabische Büro als Abteilung des sudanesischen Geheimdienstes in Kairo eingerichtet und unterstand letztlich dem Hochkommissar in Ägypten Henry McMahon, der wiederum dem Amt des Auswärtigen und dem britischen Außenminister Edward Grey in London unterstand. Es war mit Nahostexperten des militärischen Geheimdienstes „Egypt Force“ besetzt, die Claytons Ansichten teilten.

### Schließung
Arnold Wilson schrieb später:

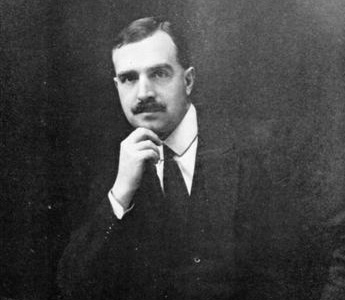
Arnold Wilson

„Das Arabische Büro in Kairo starb 1920 ohne Bedauern, nachdem es dazu beigetragen hatte, die Regierung seiner Majestät zu einer Politik zu veranlassen, die dem syrischen Volk Unglück, den Arabern in Palästina Enttäuschung und den Hedschas den Ruin brachte.“

## Mitarbeiter

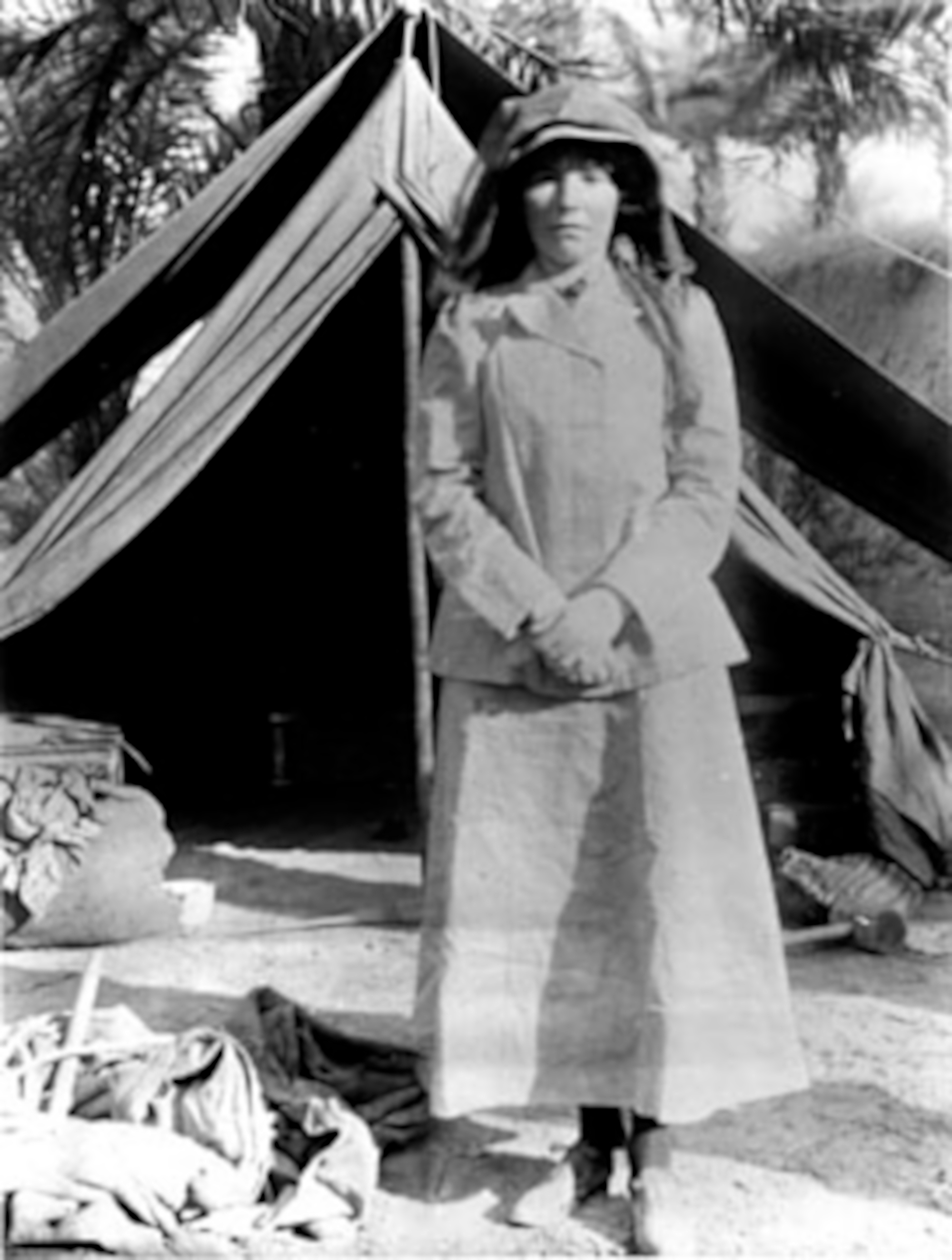
Gertrude Bell (1909)

Gilbert Clayton wurde zum Leiter bzw. zum „Chef“ des Arabischen Büros ernannt. David Hogarth, ein Marine-Nachrichtenoffizier, war stellvertretender Leiter des Arabischen Büros und Kinahan Cornwallis (1839–1917) sein Stellvertreter. Mitarbeiter des Arabischen Büro für verschiedene Regionen waren Herbert Garland (1880–1921), George Ambrose Lloyd, George Stewart Symes, Philip Graves, Gertrude Bell, Aubrey Herbert (1880–1923), William Ormsby-Gore (1885–1964), Thomas Edward Lawrence, Alfred Guillaume und Tracy Philipps (1888–1959).
1920 wurde Garland unter dem Hochkommissar für Ägypten, Lord Allenby, zum Direktor ernannt.

## Bibliografie
- A Peace To End All Peace, David Fromkin, Avon Books, New York, 1990.
- Arabian Personalities of the Early Twentieth Century with a new Introduction by Robin Bidwell  (Nachdruck von Bureau's  Handbooks) The Oleander Press 1986, ISBN 0-906672-39-2.
- Military Intelligence and the Arab Revolt: The First Modern Intelligence War, Polly Mohs, Routledge, New York, 2008.
- The Arab Bureau, Bruce Westrate, Penn State Press, 1992.